# Niederländische Badmintonmeisterschaft 2024
Die Niederländische Badmintonmeisterschaft 2024 fand vom 2. bis zum 4. Februar 2024 in Almere statt. 

## Medaillengewinner
| Disziplin    | Gold                                 | Silber                                | Bronze                           |
| ------------ | ------------------------------------ | ------------------------------------- | -------------------------------- |
| Herreneinzel | Joran Kweekel                        | Aram Mahmoud                          | Nick Fransman                    |
| Herreneinzel | Joran Kweekel                        | Aram Mahmoud                          | Adith Karthikeyan Priya          |
| Dameneinzel  | Chloë Mayer                          | Amy Tan                               | Diede Odijk                      |
| Dameneinzel  | Chloë Mayer                          | Amy Tan                               | Jaymie Laurens                   |
| Herrendoppel | Andy Buijk Ruben Jille               | Ties van der Lecq Brian Wassink       | Gijs Duijs Michiel Kruijt        |
| Herrendoppel | Andy Buijk Ruben Jille               | Ties van der Lecq Brian Wassink       | Dennis Koppen Alex Vlaar         |
| Damendoppel  | Imke van der Aar Alyssa Tirtosentono | Kelly van Buiten Kirsten de Wit       | Iris van Leijsen Diede Odijk     |
| Damendoppel  | Imke van der Aar Alyssa Tirtosentono | Kelly van Buiten Kirsten de Wit       | Renske Kwakkenbos Meike Versteeg |
| Mixed        | Brian Wassink Jaymie Laurens         | Ties van der Lecq Alyssa Tirtosentono | Jasper Koppen Alida Chen         |
| Mixed        | Brian Wassink Jaymie Laurens         | Ties van der Lecq Alyssa Tirtosentono | Timo Stoffelen Meerte Loos       |